# Polski Cmentarz Wojenny w Dieuze
Polski Cmentarz Wojenny w Dieuze – kwatera żołnierzy polskich na cmentarzu wojennym w miejscowości Dieuze w Lotaryngii, we Francji. 
Na cmentarzu pochowano m.in. żołnierzy 1 Dywizji Grenadierów wchodzącej w skład XX korpusu armii francuskiej, poległych w czerwcu 1940 roku podczas kampanii francuskiej oraz 7 lotników z Polskich Sił Powietrznych na Zachodzie.